# Хагедорн, Ганс Христиан
Хагедорн, Ганс Христиан (англ. Hans Christian Hagedorn; 6 марта 1888 — 6 октября 1971) — выдающийся датский врач первой половины XX века, учёный-фармаколог, основатель лаборатории инсулина компании Нордиск (Дания), именем которого названа группа препаратов инсулина длительного действия (нейтральный протамин Хагедорна или НПХ) и метод определения уровня гликемии (метод Хагедорна-Йенсена).

## Биография
Родился в 1888 году в Копенгагене. Окончив медицинский институт в родном городе, Ганс Христиан Хагедорн начал практическую деятельность в больнице небольшого города на западе Дании. Проработав некоторое время врачом, уволился из госпиталя. Совместно с аптекарем Биргером Норманом Йенсеном разработал методику определения уровня сахара в крови, получившую мировое признание и названную в честь авторов метод Хагедорна-Йенсена.
Во время эпидемии «испанки» Хагедорн устроился на работу в одну из больниц Копенгагена. После защиты докторской диссертации в 1921 году он познакомился с нобелевским лауреатом Августом Крогом, чья жена была больна сахарным диабетом. Во время поездки в Канаду в 1922 году Август Крог ознакомился с первыми результатами клинического применения инсулина, открытого Фредериком Бантингом и Чарльзом Бестом. С целью внедрения нового препарата в Дании Хагедорн основал лабораторию «Нордиск» по производству инсулина. С момента успешной экстракции инсулина животных учёными в разных странах велись работы по совершенствованию препарата и возможности пролонгации его действия. В 1932 году был открыт новый госпиталь в Копенгагене, ставший базой для исследовательских работ компании Нордиск. Хагедорн руководил им в течение 26 лет. В связи с возникшей нехваткой поджелудочных желез забитых животных, для извлечения инсулина, он изучил пригодность поджелудочных желез (весом до 50 кг) китов. Ему удалось выделить инсулин на борту китобойного судна, однако процесс оказался слишком дорогим для практического применения. В начале 40-х годов Хагедорном, а также группой учёных в Торонто (Канада) получен нерастворимый препарат протамин-цинк-инсулина. Избыток протамина в препарате образовывал нерастворимое соединение инсулина с протромбином, закупоривавшее лимфатические сосуды в зоне его введения. 
Во время Второй мировой войны Хагедорн отказывался от сотрудничества с представителями нацистской Германии. После войны у учёного развился сахарный диабет.
В 1946 году на основе протамина и свиного инсулина в изофанных, то есть равных количествах Хагедорн получил препарат, стабилизированный ионами цинка, впоследствии названный в его честь нейтральный протамин Хагедорна (NPH — Neutral Protamine Hagedorn).
Умер Хагедорн в 1971 году от последствий болезни Паркинсона.